# Maralal
Maralal – miasto w Kenii, w hrabstwie Samburu. W 2019 liczyło 31,3 tys. mieszkańców.